# Мастер и Маргарита (спектакль)
«Мастер и Маргарита» — спектакль, поставленный в Театре на Таганке в 1977 году. Первая в СССР инсценировка одноимённого романа Михаила Булгакова, осуществлённая Юрием Любимовым, долгие годы считалась одной из визитных карточек театра.
В работе над спектаклем принимали участие режиссёр Александр Вилькин, художник Давид Боровский, композитор Эдисон Денисов, актёры Вениамин Смехов, Нина Шацкая, Александр Трофимов, Дальвин Щербаков, Иван Дыховичный, Юрий Смирнов, Зинаида Славина.
Премьера состоялась 6 апреля 1977 года.

## История создания
Заявку на включение «Мастера и Маргариты» в репертуарный план театра Юрий Любимов впервые подал за 10 лет до премьеры — в 1967 году. Однако эта и последующие попытки инсценировать роман Михаила Булгакова встречали сопротивление со стороны представителей управления культуры. Ситуация изменилась в 1976 году, когда власти дали разрешение на постановку «в порядке эксперимента». Формальное согласие означало, что денег на костюмы и реквизит выделено не будет.

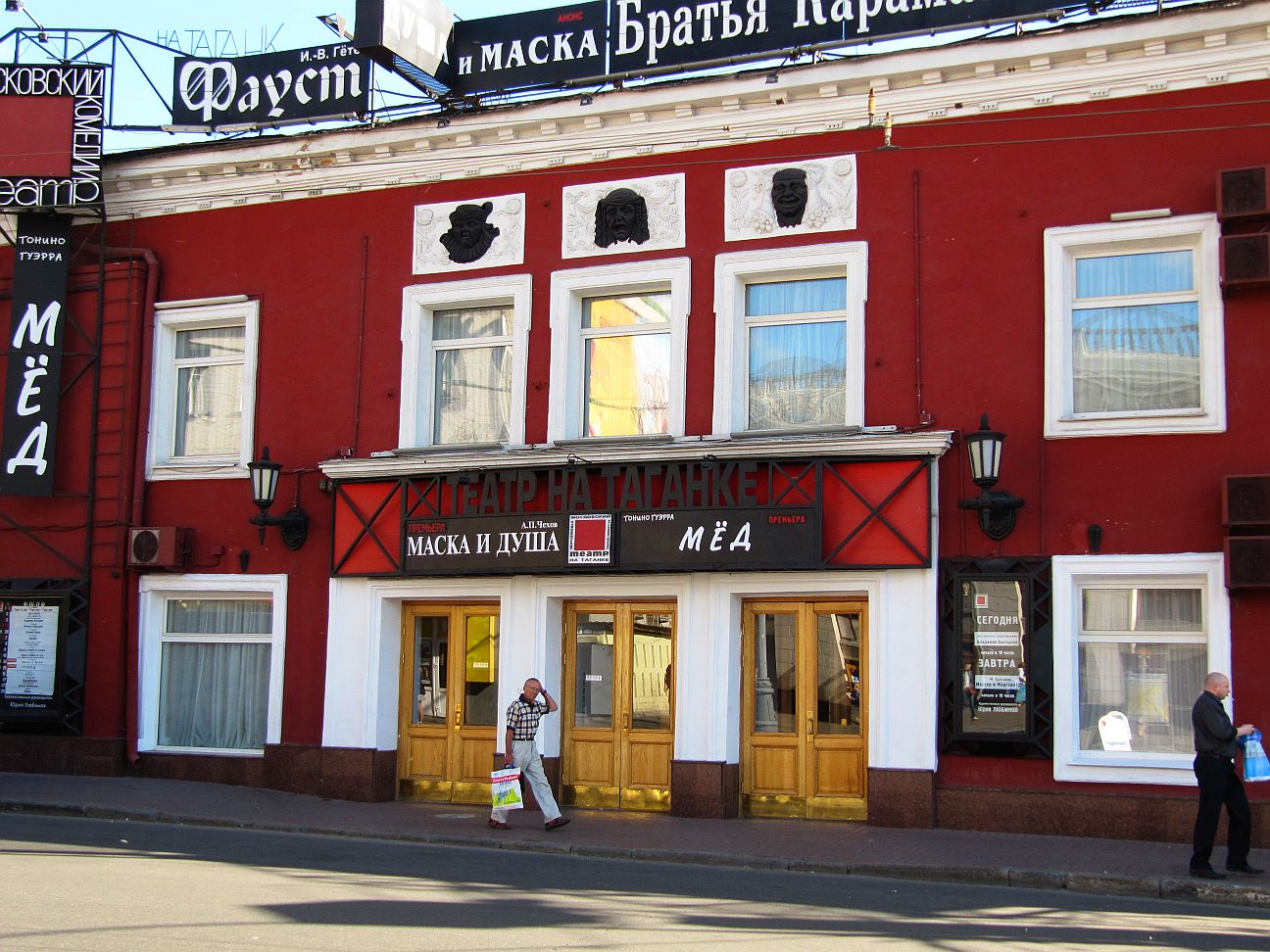
Театр на Таганке

Инсценировку романа, соединяющую все сюжетные линии, написал молодой литератор Владимир Дьячин, с которым Любимова познакомил его старший сын Никита. При отсутствии бюджетного финансирования художник Давид Боровский собрал для декораций элементы реквизита других спектаклей театра: занавес был взят из «Гамлета», маятник позаимствован из «Часа пик», золотая рама — из «Тартюфа».
Музыкальное оформление осуществил композитор Эдисон Денисов, включивший в постановку отрывки из произведений Прокофьева, Шнитке, Шостаковича.
Первое чтение инсценировки, по воспоминаниям Любимова, проходило в праздничной обстановке: режиссёр ради этого события купил для труппы вина и фруктов. В марте 1977 года состоялся прогон.

## Сдача и премьера спектакля
После генеральной репетиции (весна 1977 года) прошло заседание художественного совета, на котором присутствовали члены комиссии по наследию Булгакова. Короткие выступления сценариста Сергея Ермолинского, поэта Константина Симонова, театроведа Виталия Виленкина свелись к вердикту «Одобрить». Представитель цензуры в Союзе писателей Феликс Кузнецов также не возражал против выхода спектакля. В зале сидели писатели Вениамин Каверин, Мариэтта Чудакова, физик Пётр Капица, литературовед Владимир Лакшин.
Достаточно подробным было выступление Юрия Карякина, отметившего, что успех постановки связан с глубоким прочтением романа. Писатель пояснил, что «слишком громкие» сатирические сцены идут не от вольной трактовки Любимова, а от самого Булгакова; бал у сатаны, который некоторые критики предлагали изъять из спектакля, Карякин назвал «настоящим литературоведческим открытием». В то же время рецензент не согласился с интерпретацией финала: по мнению писателя, завершающая сцена «Рукописи не горят» оставила за скобками много «нерешённых и неотложных вечных вопросов», связанных в том числе с судьбой Мастера и Маргариты.
Для получения окончательного разрешения на выход спектакля представители театра ездили в цензурный комитет и в управление по охране государственных тайн в печати, которое должно было согласовать текст инсценировки. Надежд на быстрое решение этого вопроса было мало, однако, по словам Ивана Дыховичного, произошла «совершенно воландовская история»: резолюцию чиновников удалось получить уже на следующий день. Она была короткой: «Классика в цензуре не нуждается».
На премьере, состоявшейся 6 апреля 1977 года, присутствовали Альфред Шнитке, Лиля Брик, Афанасий Салынский, Артур Эйзен, Александр Штейн, Борис Можаев, Георгий Юнгвальд-Хилькевич, Юрий Карякин, дочь Никиты Хрущёва — Юлия. Цветы, подаренные зрителями, актёры возложили к портрету Булгакова.

## Актёры и роли

### Иешуа
Александр Трофимов, впервые воплотивший на сцене образ Иешуа, признавался, что эта роль была для него самой дорогой. По мнению театрального критика Нины Велеховой, актёр играл Иешуа «по Достоевскому», оставляя главную идею в загадке. За асимметричными чертами лица и негромкой речью ощущалась какая-то тайна — в итоге родился «образ-субстанция», заставляющий зрителей «замереть от прикосновения к таинству мироздания».

### Воланд
Первыми исполнителями роли Воланда были Вениамин Смехов и Борис Хмельницкий; позже Любимов ввёл в спектакль Всеволода Соболева.
Как вспоминал впоследствии Смехов, его Воланду, по замыслу режиссёра, была уготована миссия наблюдателя — во время спектакля он мог всматриваться в лица зрителей или же устремлять свой взор куда-то вдаль. Став лирическим центром спектакля, Воланд-Смехов обращался к залу с вопросами, и по его репликам зрители догадывались, что герой прибыл не столько в Москву 1920-х годов, сколько в современную советскую столицу. Воланд в исполнении Смехова был умён, артистичен, скрыто ироничен; он понимал, что «в жизни нужна борьба красок, игра, а не застойное однообразие».

### Маргарита
Любимов достаточно долго выбирал исполнительницу на роль Маргариты, репетируя одновременно с несколькими актрисами. Сложность заключалась в том, что в сцене бала у сатаны Фагот скидывал с Маргариты плащ и она оказывалась совершенно раздетой, что по тем временам воспринималось как весьма смелое постановочное решение.
В итоге выбор пал на Нину Шацкую, которая «принимала гостей, отважно восседая у самой кромки сцены на деревянной плахе». По утверждению театроведа Александра Гершковича, это зрелище воспринималось залом «как произведение искусства, подобно тому как смотришь в музее на торс Венеры».

### Мастер
Любимов видел в роли Мастера Леонида Филатова, но тот долго колебался, не веря в жизнеспособность постановки. Поэтому первым исполнителем стал Дальвин Щербаков, подходивший для роли по «своей человеческой сути»: его душа была открыта, но в ней не чувствовалось рефлексии и того внутреннего слома, который спустя годы воплотил в Мастере Филатов.

### Несостоявшаяся роль Высоцкого
Перед началом работы над постановкой режиссёр обнародовал список актёров, задействованных в «Мастере и Маргарите». Роль Ивана Бездомного была изначально закреплена за Владимиром Высоцким — Любимов считал, что актёр с его ироничностью идеально подходил для этого образа. Две или три репетиции, проведённые с Высоцким-Бездомным, показали точность режиссёрского выбора. Однако Высоцкий, мечтавший о роли Воланда, в спектакль так и не вошёл.

### Актёрский состав
- Мастер — Дальвин Щербаков
- Маргарита — Нина Шацкая
- Иешуа — Александр Трофимов
- Левий — Константин Желдин
- Понтий Пилат — Виталий Шаповалов
- Воланд — Вениамин Смехов
- Воланд — Борис Хмельницкий
- Воланд — Всеволод Соболев
- Коровьев-Фагот — Иван Дыховичный
- Бегемот, Лиходеев — Юрий Смирнов
- Бегемот, Лиходеев — Феликс Антипов
- Бегемот — Расми Джабраилов
- Варенуха, Афраний — Виктор Шуляковский
- Гелла — Татьяна Сидоренко
- Азазелло — Зинаида Славина
- Бенгальский, Поплавский — Готлиб Ронинсон
- Босой, Соков, Бенгальский — Семён Фарада
- кентурион Марк Крысобой — Алексей Граббе
- Коровьев — Юрий Беляев
- Бездомный, Мастер — Дмитрий Муляр
- Понтий Пилат — Сергей Векслер
- Воланд — Александр Резалин

## Сценические решения
Автоцитаты режиссёра — содержательны. Тем самым к рассказу о Мастере и нашему знанию об авторе романа «подключается» и творческая биография Театра на Таганке, столько лет штурмовавшего чиновные крепости. В «Мастере» работают не отдельные «вещи из спектаклей», а спектакли театра, в которых его история и судьба.
Основные элементы сценографии, взятые из других постановок театра, были смонтированы таким образом, что переход с Патриарших прудов в древнюю Иудею осуществлялся свободно и естественно. Композиция представляла собой движение от аттракциона к аттракциону, от поэзии к прозе, «от сцен высоких, эпических, к низким, вульгарно-повседневным»; по словам Любимова, он сознательно стремился сделать своеобразный подарок Булгакову — коллаж из всех спектаклей.
Полёт Маргариты начинался из глубины сцены — актриса, раскачиваясь, с криком «Полёт! Ай да крем!» взмывала над первыми рядами, а после перемены света оказывалась на краю занавеса. Сам занавес, управлявшийся группой техников, во время спектакля то закручивался вокруг собственной оси, то перемещался от левого портала к правому.
В сцене варьете происходил ряд превращений, когда исполняемый невидимыми танцовщицами канкан преобразовывался сначала в пантомиму голой Геллы, а затем в фигуру Коровьева. Фокус с перебрасыванием колоды карт продолжался в зрительном зале. Фрагмент, когда на публику должны сыпаться червонцы, был адаптирован к современным реалиям: с неба падали не деньги, а контрамарки Театра на Таганке. В тот момент, когда зрители расхватывали бумажки, в зал входил дежурный администратор и заверял, что все билеты подлинные.
Во время библейских сцен Пилат восседал на раме, а Иешуа и Левий Матвей появлялись от дальней стены, которая выглядела как бесконечный коридор.

## Долговечность спектакля
29 мая 1977 года газета «Правда» напечатала статью «Сеанс чёрной магии на Таганке». Автор публикации назвал спектакль «Мастер и Маргарита» «более чем странным подарком» к грядущей годовщине Октябрьской революции; в упрёк режиссёру было поставлено отсутствие «духа конкретного историзма».
Отрицательная рецензия не оттолкнула зрителей: в первые годы спектакль шёл с неизменными аншлагами и включался в репертуарную афишу театра до 17 раз в месяц.
В конце 1980-х ажиотаж вокруг «Мастера и Маргариты» начал ослабевать. Это было связано и с закономерным старением спектакля, и с тем, что «московское народонаселение значительно изменилось». В 1989 году Юрий Любимов сократил постановку на 40 минут, оставив из трёх актов два. Актёрский состав тоже претерпел изменения, однако Виктор Семёнов, игравший в «Мастере и Маргарите» роль автора со дня премьеры, после 1000-го спектакля (2002 год) утверждал, что реакция зрителей осталась прежней.

Откуда долговечность «Мастера» на Таганке? Форма держит. Найденная форма как футляр для скрипки: скрипку могли бы раздавить, а в футляре она лежит спокойно. Актёры, конечно, могут разрушать форму. Но если она крепко сбита, то можно разрушителя вынуть из футляра и достать такого, который не разрушает спектакль. — Юрий Любимов

## Создатели
- Юрий Любимов — режиссёр, художественный руководитель
- Александр Вилькин — режиссёр
- Владимир Дьячин — инсценировка романа
- Давид Боровский — художник
- Эдисон Денисов — композитор
- Валентин Манохин — балетмейстер
- Музыкальное оформление — фрагменты из произведений Сергея Прокофьева, Томазо Альбинони, Иоганна Штрауса, Юрия Буцко